# نايجل باتريك
نايجل باتريك (بالإنجليزية: Nigel Patrick)‏ (و. 1912 – 1981 م) هو مخرج أفلام، وممثل مسرحي، وممثل أفلام، وكاتب سيناريو، وممثل تلفزي بريطاني، توفي في لندن، عن عمر يناهز 69 عاماً، بسبب سرطان الرئة.

## الخدمة العسكرية
خدم في الجيش البريطاني.

## وصلات خارجية
- نايجل باتريك على موقع IMDb (الإنجليزية)
- نايجل باتريك على موقع ألو سيني (الفرنسية)
- نايجل باتريك على موقع ميوزك برينز (الإنجليزية)
- نايجل باتريك على موقع تيرنر كلاسيك موفيز (الإنجليزية)
- نايجل باتريك على موقع أول موفي (الإنجليزية)
- نايجل باتريك على موقع قاعدة بيانات برودواي على الإنترنت (الإنجليزية)
- نايجل باتريك على موقع قاعدة بيانات الأفلام السويدية (السويدية)
- نايجل باتريك على موقع إن إن دي بي (الإنجليزية)
- نايجل باتريك على موقع قاعدة بيانات الفيلم (الإنجليزية)
- نايجل باتريك على موقع كينوبويسك (الروسية)